# Empis
Tradicionalmente, tem sido dito que a família Empis (ou segundo outras grafias Emphys ou Empys) terá tido origem na Grécia, mas fruto de investigação feita recentemente com a colaboração de autoridades gregas, verifica-se que a palavra Empis nada quer dizer em Grego, nem naquele país se encontra qualquer vestígio desta família; por outro lado, também averiguações levadas a cabo junto de entidades especializadas belgas não obtiveram grande sucesso, pois nenhuma informação útil ou nova quanto à família foi obtida.

## Origem
É em França, mais precisamente na região de Lille, que encontramos referência segura e continuada a membros da família desde o século XVI, nomeadamente na zona do Pas de Calais e de Vendin-le-Viel (donde foram Senhores e que mais tarde constaria do título de Conde de Vendin, concedido pelo rei Francesco I di Borbone-Due-Sicilie (o qual foi pai da imperatriz D. Teresa Cristina do Brasil).
Há referências escritas à presença de vários elementos da família Empis de Vendin como Vereadores da Câmara Municipal da Cidade de Lille.
Há no entanto já referência histórica a um Mauro Empis (ou Maure Empis), que, em 1214, tendo especiais aptidões curativas e no decorrer de uma das inúmeras batalhas da "Guerra dos Cem Anos", em Bouvines na Flandres, foi chamado a tratar um ferimento no próprio rei francês Philippe Auguste; correu-lhe bem a intervenção e o Rei, em sinal de agradecimento, ter-lhe-á dado o Feudo ("Fief") de Vendin junto a Lille e outras terras, tanto a ele como a outros companheiros de batalha, que tinham defendido o monarca com denodo.
Ainda segundo as mesmas fontes, este mesmo Mauro Empis, que acompanhou o Rei francês numa cruzada à Terra Santa, viria a aproveitar um período de certa calmaria, para, regressado a França, introduzir na região da Flandres, a arte e a técnica da manufactura de tapeçaria oriental.
Verifica-se não ser a família Empis muito numerosa ao longo dos séculos, daí que nos tenhamos que cingir aos elementos que chegaram até nós, concentrando-nos, isso sim, muito particularmente, na descendência de Ernest Laurent.
Podemos ainda referir, além de referências a pessoas dispersas com o apelido Empis, que não nos foi possível integrar na árvore genealógica estabelecida, a existência de um tal Pierre Empis, monge regular num Convento em Betléhem, perto de Luvaina, na Bélgica, para o qual teria entrado ainda muito jovem e professado em 1497, tendo sido nomeado seu Prior em 1494, vindo a falecer em 1523; foi autor de uma Crónica que se inicia no reinado de Carlos VI, terminando com a captura de Maximiliano de Bruges em 1485.
Mas é só em fins do século XVIII, que o avô de Ernest Laurent, Charles-Louis Empis acompanhado por seu pai Louis-Joseph, viajaram primeiro até Londres e depois Alemanha, onde se encontram referências às suas pessoas com o apelido de Empis de Theyal, posteriormente só de Theyal; voltaram a França ao abrigo do Armistício de 5 do mês Prairial ano VII e Bélgica (Bruxelas e Antuérpia, ainda no Reino dos Países-Baixos, antes da criação da nação belga).

## Brasão de Armas

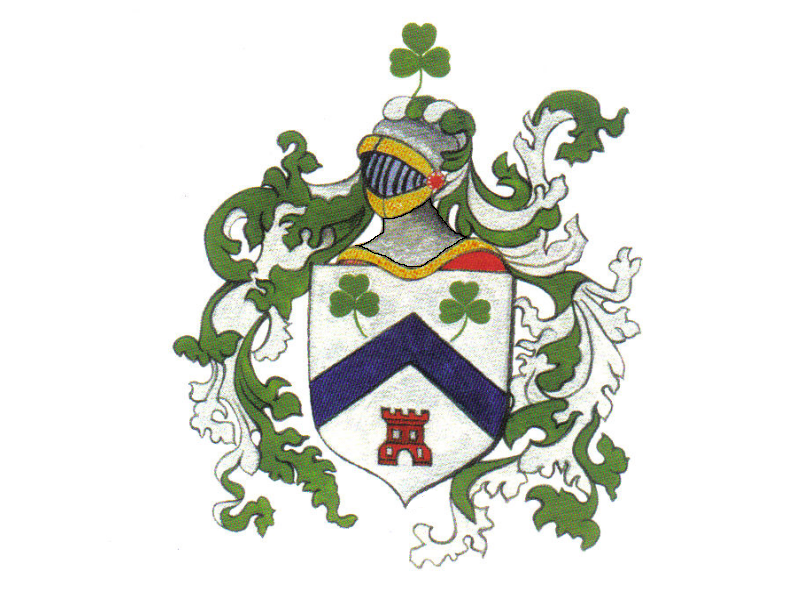
Brasão de Armas da Família Empis e Empis de Vendin

Não há a certeza quanto à data em que terá sido concedido brasão de armas à família Empis, mas a sua descrição aparece já em documentos antigos, tanto em França, como em Itália, rezando assim os dois textos: "d'argent à un chevron d'azur, accompagné en chef de deux trèfles de sinople et en pointe d'une tour crénelée de gueules" e "d'argento alio scaglione d'azzurro, accompagnato in capo da due trifoglie di verde ed in punta da una torre merlata di rosso " .
No manuscrito da autoria do Conselheiro d'Ozier (ou Hozier), dado à estampa com o título de "Armoriai dArtois et de Picardie" e depositado na Biblioteca Imperial, sob a direcção do célebre heraldista Borel d'Hauterive, por ordem do Rei francês Luís XIV, iniciado pelos anos de 1700, a fim de registar toda a nobreza da época, a fls.154 do seu Tomo II publicado em 1866 e sob o título "Picardie," já eram mencionadas as armas da família Empis de Vendin, na pessoa de Jean-Baptiste Empis, Senhor de Vendin e Magistrado na Cidade de Lille, da forma acima referida.
Aqui também se reproduz um documento dos arquivos da "Préfecture du Nord,"datado de 1920, confirmando o referido documento de Borel d'Hauterive de 1866, quanto às armas da família.
Em versão portuguesa poderá o brasão de armas da família Empis (ou Empis de Vendin) ser assim descrito: "De prata, com uma asna de azul, acompanhada de dois trevos de verde em chefe e de uma torre aberta e iluminada de vermelho, em ponta".

## Ernest Laurent Empis
O patriarca da família, Ernest Laurent Empis (por direito o segundo Conde de Vendin, título que nunca usou), nasceu em Antuérpia, Bélgica, em 13 de julho de 1842. Era o filho de Charles Louis Empis, 1º conde de Vendin (um francês, nascido em Hamburgo) e Euphrosyne Béatrice Amélie Henriette Collet, filha do general e barão imperial Charles-Joseph Collet.
Cedo, enamorou-se de moças da mais alta aristocracia, condizentes com sua posição social. Ele jovem belga, de origem francesa, começou por estudar Medicina, estudos que interrompeu por falta de meios, que começou quase do nada e soube, com muito trabalho e um formidável espírito empreendedor, construir em Portugal uma vida agradável e justo bem-estar para a família.
Foi também ele quem mandou erguer em Lisboa, na Av. Duque de Loulé, nº77,  o Palacete Empis. Casa vencedora do Prémio Valmor em 1907.
Apesar de transformadas e absorvidas por outras, muitas das empresas que fundou com o seu cunhado Henry Burnay, Conde de Burnay, ainda hoje perduram.
Casou-se, em primeiras núpcias, com Júlia Burnay, filha de Henrique Burnay e Lambertine Agnès Josephine Forgeur, nobres de origem francesa. Tiveram os filhos:
- Charles Louis Empis de Vendin, s.g..;

- Jules Ernest Empis de Vendin, s.g..;

- Isabelle Sophie Empis de Vendin, casada com o engenheiro francês Jean-Eugénie-Émile d'Orléans-Nolasc, c.g..;

- Mário Fernando Empis de Vendin, s.g...

Casou-se, em segundas núpcias, com Ludgera da Conceição, de quem teve:
- Júlia das Graças Empis, casada com Júlio Luis Maurício Wemans;

- Alberto Frederico Empis, casado com Maria Emília de Mendonça Pedroso;

- Maria Empis, casada com António de Almeida Félix da Costa;

- Ernesto Augusto Empis, casado com Laura Figueira;

- Raul Júlio Empis, casado com D. Luísa Burnay de Sousa Coutinho, da família dos Marqueses de Borba e Valença